# Гвініанідзе Мате Арсенович
Мате Гвініанідзе (груз. მათე ღვინიანიძე; 10 грудня 1986, Тбілісі, СРСР) — грузинський футболіст, захисник.

## Біографія
Мате народився 10 грудня 1986 року в Тбілісі. Його матір звуть Тіна, батько Арсен по професії міліціонер. Крім нього в сім'ї ще 4 старші сестри — Ліа, Тінатін, Імра й Індіра.
Почав грати у футбол в шість років. Згодом його помітили скаути і запросили займатися футболом в столичному «Динамо». Його мати їздила разом з Мате на його тренування. Гвініанідзе є вихованцем клубу «Норчі Дінамоелі».

### Клубна кар'єра
У складі «Норчі Дінамоелі» виступав протягом двох сезонів і провів 10 матчів у Другій лізі Грузії.
Влітку 2004 року побував на перегляді в московському «Локомотиві», куди разом з ним поїхало ще 40 молодих гравців. У підсумку на збір з першою командою поїхав тільки Гвініанідзе. У вересні того ж року він зіграв у товариському матчі проти самарських «Крил Рад» (2:3), Мате вийшов на 78 хвилині замість Геннадія Ніжегородова. У січні 2005 року підписав п'ятирічний контракт з «Локомотивом». Гвініанідзе виступав за дублюючий склад і зіграв в 17 матчах, в яких забив 1 гол.
Влітку 2006 року він перейшов в німецький клуб «Мюнхен 1860», клуб за нього заплатив 100 тисяч євро. Гвініанідзе в команду запросив головний тренер Вальтер Шахнер. В команді у Другій Бундеслізі дебютував 13 серпня 2006 року у виїзному матчі проти «Гройтер Фюрта» (1:0).
Перший час він жив у своєї сестри Тінатін, яка жила там уже протягом кількох років і навчалася в університеті Людвіга-Максиміліана, Мате жив у двокімнатній квартирі. Як говорить сам Гвініанідзе для нього найкращим другом в команді став Неманья Вучичевич, з яким вони розмовляли російською мовою, до того ж у свій час Неманья також грав в «Локомотиві».
У листопаді 2007 року підписав новий контракт з клубом до червня 2011 року. Також в грудні 2007 року йому була зроблена операція на лівому коліні через яку він не зміг грати протягом близько місяця. Всього за клуб він провів 87 матчів і забив 1 гол, у мюнхенській команді він став справжньою зіркою і улюбленцем місцевих уболівальників.
У лютому 2011 року перейшов у «Севастополь», підписавши контракт терміном на 3,5 року. Також він міг перейти в румунське «Динамо» або швейцарський «Базель». У команді дебютував 13 лютого 2011 року в товариському матчі проти нальчикського «Спартака» (1:1). 3 березня 2011 року дебютував в чемпіонаті України в матчі проти донецького «Шахтаря» (0:1). Всього виступав за кримський клуб до літа 2014 року, поки клуб не було розформовано, зігравши за цей час у 65 матчах чемпіонату і забивши 2 голи.

### Кар'єра в збірній
Виступав за юнацькі збірні Грузії до 17 років і до 19 років. За збірну до 17 років він провів 3 матчі і забив 1 гол в турнірах УЄФА, в збірній до 19 років він провів 3 матчі, також в турнірах УЄФА.
Гвініанідзе виступав за молодіжну збірну Грузії до 21 року і провів 12 матчів.
У національної збірної Грузії дебютував у 2006 році. Всього за збірну він провів 8 матчів.

## Досягнення
- Переможець Першої ліги України (1): 2012/13

## Особисте життя
Влітку 2009 року німецька поліція підозрювала Гвініанідзе в зґвалтуванні. Однак керівництво клубу і агент Мате заперечували його провину.